# J1 League 2019
Die J1 League 2019 war die 27. Spielzeit der höchsten Division der japanischen J.League. An ihr nahmen achtzehn Vereine teil.

## Teilnehmer
| Verein                     | Beheimatet in, Präfektur                          | Stadion                                |
| -------------------------- | ------------------------------------------------- | -------------------------------------- |
| Hokkaido Consadole Sapporo | Sapporo, Hokkaidō                                 | Sapporo Dome                           |
| Vegalta Sendai             | Sendai, Miyagi                                    | Yurtec Stadium Sendai                  |
| Kashima Antlers            | Mehrere Städte im Südwesten der Präfektur Ibaraki | Kashima Soccer Stadium                 |
| Urawa Reds                 | Saitama, Saitama                                  | Saitama Stadium                        |
| FC Tokyo                   | Tokio                                             | Ajinomoto Stadium                      |
| Kawasaki Frontale          | Kawasaki, Kanagawa                                | Todoroki Athletics Stadium             |
| Yokohama F. Marinos        | Yokohama & Yokosuka, Kanagawa                     | Nissan Stadium                         |
| Shonan Bellmare            | Hiratsuka, Kanagawa                               | Shonan BMW Stadium Hiratsuka           |
| Matsumoto Yamaga FC        | Matsumoto, Nagano                                 | Sunpro Alwin                           |
| Shimizu S-Pulse            | Shizuoka, Shizuoka                                | IAI Stadium Nihondaira                 |
| Júbilo Iwata               | Iwata, Shizuoka                                   | Yamaha Stadium                         |
| Nagoya Grampus             | Nagoya, Aichi                                     | Paloma Mizuho Stadium / Toyota Stadium |
| Gamba Osaka                | Suita, Osaka                                      | Suita City Football Stadium            |
| Cerezo Osaka               | Osaka, Osaka                                      | Kinchō Stadium / Yanmar Stadium Nagai  |
| Vissel Kōbe                | Kōbe, Hyōgo                                       | Noevir Stadium Kobe                    |
| Sanfrecce Hiroshima        | Hiroshima, Hiroshima                              | Edion Stadium Hiroshima                |
| Sagan Tosu                 | Tosu, Saga                                        | Best Amenity Stadium                   |
| Ōita Trinita               | Ōita, Ōita                                        | Showa Denko Dome Oita                  |

## Trainer
| Verein                     | Cheftrainer                                                         |
| -------------------------- | ------------------------------------------------------------------- |
| Hokkaido Consadole Sapporo | Michael Petrović                                                    |
| Vegalta Sendai             | Susumu Watanabe                                                     |
| Kashima Antlers            | Gō Ōiwa                                                             |
| Urawa Reds                 | Oswaldo de Oliveira → Tsuyoshi Ōtsuki                               |
| FC Tokyo                   | Kenta Hasegawa                                                      |
| Kawasaki Frontale          | Tōru Oniki                                                          |
| Yokohama F. Marinos        | Ange Postecoglou                                                    |
| Shonan Bellmare            | Cho Kwi-jae → Bin Ukishima                                          |
| Matsumoto Yamaga FC        | Yasuharu Sorimachi                                                  |
| Shimizu S-Pulse            | Jan Jönsson → Yoshiyuki Shinoda                                     |
| Júbilo Iwata               | Hiroshi Nanami → Hideto Suzuki → Minoru Kobayashi → Fernando Jubero |
| Nagoya Grampus             | Yahiro Kazama → Massimo Ficcadenti                                  |
| Gamba Osaka                | Tsuneyasu Miyamoto                                                  |
| Cerezo Osaka               | Miguel Ángel Lotina                                                 |
| Vissel Kobe                | Juanma Lillo → Takayuki Yoshida → Thorsten Fink                     |
| Sanfrecce Hiroshima        | Hiroshi Jōfuku                                                      |
| Sagan Tosu                 | Lluís Carreras → Kim Myung-hwi                                      |
| Oita Trinita               | Tomohiro Katanosaka                                                 |

## Spieler
| Verein                     | Spieler |
| -------------------------- | --- |
| Hokkaido Consadole Sapporo | Takanori Sugeno (1/0), Naoki Ishikawa (5/1), Ryōsuke Shindō (33/6), Daiki Suga (31/0), Akito Fukumori (33/2), Lucas Fernandes (31/2), Kazuki Fukai (33/2), Musashi Suzuki (33/13), Hiroki Miyazawa (30/1), Anderson Lopes (25/9), Yūto Iwasaki (8/0), Yoshiaki Komai (3/0), Ren Fujimura (1/0), Riku Danzaki (2/0), Chanathip (28/4), Kōsuke Shirai (23/1), Kim Min-tae (29/0), Yoshihiro Nakano (19/0), Gu Sung-yun (33/0), Ryōta Hayasaka (13/1), Takuma Arano (30/1), Takurō Kaneko (6/0), Jay (23/9) |
| Vegalta Sendai             | Daniel Schmidt (19/0), Katsuya Nagato (30/2), Kōji Hachisuka (32/0), Keiya Shiihashi (12/0), Shingō Hyōdō (13/1), Kunimitsu Sekiguchi (22/4), Yoshiki Matsushita (25/3), Ramon Lopes (30/6), Ryang Yong-gi (13/0), Naoki Ishihara (20/1), Yasuhiro Hiraoka (29/2), Takayoshi Ishihara (23/0), Kaina Yoshio (13/2), Shingo Tomita (27/0), Ryōhei Michibuchi (25/5), Ryō Germain (21/1), Takuma Abe (7/0), Simao Mate (24/3), Jakub Slowik (15/0), Kazuki Ōiwa (17/1), Diogo Acosta (1/0), Wataru Tanaka (1/0), Masato Tokida (8/0), Shōgo Nakahara (1/0), Shun Nagasawa (31/7), Kim Jung-ya (13/0) |
| Kashima Antlers            | Kwoun Sun-tae (30/0), Atsuto Uchida (10/0), Leo Silva (27/4), Jung Seung-hyun (13/0), Ryōta Nagaki (31/0), Shōma Doi (32/5), Hiroki Abe (14/1), Leandro (22/3), Atsutaka Nakamura (5/1), Takeshi Kanamori (7/0), Shō Itō (26/7), Shūto Yamamoto (6/0), Taiki Hirato (1/0), Serginho (33/12), Kazuma Yamaguchi (7/0), Kento Misao (28/0), Hitoshi Sogahata (4/0), Kōki Anzai (15/3), Itsuki Oda (2/0), Yukitoshi Itō (2/0), Yasushi Endō (12/1), Yūta Koike (14/1), Bueno (17/1), Kōki Machida (22/1), Shintarō Nago (15/0), Ayase Ueda (13/4), Kei Koizumi (7/0), Tomoya Inukai (29/2), Ryōhei Shirasaki (25/5), Yūki Sōma (5/1) |
| Urawa Reds                 | Shūsaku Nishikawa (33/0), Mauricio (22/1), Tomoya Ugajin (21/1), Daisuke Suzuki (15/0), Tomoaki Makino (32/0), Ryōsuke Yamanaka (22/0), Kazuki Nagasawa (30/3), Ewerton (22/3), Yūki Mutō (23/1), Yōsuke Kashiwagi (17/1), Martinus (17/1), Fabricio (14/2), Ken’yū Sugimoto (21/2), Takuya Aoki (24/0), Naoki Yamada (1/0), Andrew Nabbout (8/1), Yūki Abe (11/0), Kōya Yuruki (8/0), Haruki Fukushima (1/0), Takuya Ogiwara (4/0), Daiki Hashioka (18/2), Katsuya Iwatake (3/0), Kai Shibato (20/0), Shinzō Kōroki (31/12), Takuya Iwanami (25/1), Takahiro Sekine (16/1), Ryōta Moriwaki (16/2) |
| FC Tokyo                   | Sei Muroya (30/0), Masato Morishige (34/2), Kōsuke Ōta (4/0), Hirotaka Mita (14/1), Yōjirō Takahagi (33/2), Diego Oliveira (33/14), Keigo Higashi (34/1), Kensuke Nagai (33/9), Oh Jae-suk (12/0), Takefusa Kubo (13/4), Jael (15/1), Na Sang-ho (25/2), Kento Hashimoto (34/3), Jang Hyun-soo (13/0), Yu In-soo (5/0), Kiichi Yajima (9/0), Ryōya Ogawa (22/1), Kyōsuke Tagawa (11/1), Takuya Uchida (2/0), Makoto Okazaki (7/0), Tsuyoshi Watanabe (20/2), Akihiro Hayashi (34/0), Shūto Abe (1/0), Kōtarō Ōmori (25/1), Rei Hirakawa (1/0), Arthur Silva (7/1) |
| Kawasaki Frontale          | Jung Sung-ryong (27/0), Kyōhei Noborizato (27/0), Tatsuki Nara (9/0), Jesiel (15/0), Shōgo Taniguchi (30/0), Hidemasa Morita (23/0), Shintarō Kurumaya (27/0), Hiroyuki Abe (23/7), Leandro Damiao (23/9), Ryōta Ōshima (19/2), Yū Kobayashi (31/13), Kengo Nakamura (20/2), Tatsuya Hasegawa (25/5), Kazuaki Mawatari (13/1), Manabu Saitō (16/2), Kei Chinen (21/5), Shōta Arai (7/0), Hokuto Shimoda (15/0), Ao Tanaka (24/1), Maguinho (8/2), Yūto Suzuki (6/0), Yasuto Wakizaka (18/5), Michael James (3/0), Reo Hatate (1/0), Kazuya Yamamura (18/2), Akihiro Ienaga (26/0), Caio Cesar (1/0) |
| Yokohama F. Marinos        | Park Il-gyu (25/0), Dusan (1/0), Theerathon (25/3), Takahiro Ōgihara (25/1), Yūki Ōtsu (23/0), Takuya Kida (33/0), Marcos Junior (33/15), Jun Amano (18/0), Keita Endō (33/7), Thiago Martins (33/0), Kōta Yamada (1/0), Makito Itō (3/0), Ryō Takano (5/0), Erik (12/8), Rikuto Hirose (20/1), Kazaki Nakagawa (3/0), Tadanari Lee (10/1), Hiroki Iikura (5/0), Teruhito Nakagawa (33/15), Kōta Watanabe (9/0), Ken Matsubara (14/1), Mateus (11/1), Edigar Junio (16/11), Daichi Sugimoto (4/0), Takuya Wada (10/0), Hirotsugu Nakabayashi (1/0), Yūshi Yamaya (3/0), Kōji Miyoshi (19/3), Shinnosuke Hatanaka (34/0) |
| Shonan Bellmare            | Yōta Akimoto (30/0), Shunsuke Kikuchi (17/3), Freire (16/2), Keisuke Saka (21/1), Daiki Sugioka (28/2), Takuya Okamoto (21/0), Tsukasa Umesaki (23/2), Kazunari Ōno (23/1), Hiroshi Ibusuki (14/1), Naoki Yamada (9/1), Ryōgo Yamasaki (31/5), Miki Yamane (31/2), Hiroto Nakagawa (10/0), Ryūnosuke Noda (23/4), Mitsuki Saitō (26/1), Hiroki Akino (4/0), Temma Matsuda (32/3), Daiki Kaneko (18/2), Crislan (6/0), Daiki Tomii (4/0), Leleu (2/0), Masahito Onoda (10/1), Yūki Ōhashi (5/1), Kazuki Yamaguchi (2/0), Kunitomo Suzuki (3/0), Toichi Suzuki (22/0), Sōsuke Shibata (1/0), Yamato Wakatsuki (1/0), Dumas (1/0), Tokac (1/0), Kōsuke Taketomi (18/5), Shōta Kobayashi (23/1)                                                                             |
| Matsumoto Yamaga FC        | Tatsuya Morita (31/0), Nobuhisa Urata (1/0), Hayuma Tanaka (31/0), Masaki Iida (29/2), Tomoki Imai (18/0), Ibuki Fujita (27/0), Daizen Maeda (18/2), Serginho (15/2), Hiroyuki Takasaki (18/0), Leandro Pereira (12/2), Ryō Nagai (27/3), Keiya Nakami (18/0), Paulinho (28/1), Eduardo (7/0), Tomohiko Murayama (3/0), Kōki Tsukagawa (3/0), Takefumi Tōma (5/1), Hiroki Yamamoto (1/0), Tarō Sugimoto (27/2), Yamato Machida (13/0), Masaki Yamamoto (2/0), Yūya Hashiuchi (27/0), Akira Andō (8/0), Masaki Miyasaka (19/1), Toshiya Takagi (1/0), Hiroki Mizumoto (13/1), Ryō Takahashi (32/1), Kōhei Hattori (5/0), Isma (3/0), Yūzō Iwakami (19/1), Toyofumi Sakano (13/2)                                                                                         |
| Shimizu S-Pulse            | Yōhei Nishibe (14/0), Yūgo Tatsuta (26/0), Hwang Seok-ho (26/0), Kazunori Yoshimoto (5/0), Shōma Kamata (3/0), Ryō Takeuchi (30/0), Mitsunari Musaka (24/0), Hideki Ishige (6/0), Chong Te-se (13/2), Junior Dutra (12/1), Yūji Rokutan (10/0), Jumpei Kusukami (6/0), Takuma Mizutani (1/0), Kenta Nishizawa (23/7), Yōsuke Kawai (26/2), Elsinho (27/4), Keita Nakamura (21/1), Renato Augusto (21/2), Kōya Kitagawa (20/6), Kō Matsubara (34/2), Hiroshi Futami (25/0), Takahiro Iida (11/0), Shōta Kaneko (33/1), Wanderson (2/0), Yūta Taki (12/2), Takuo Ōkubo (11/0), Riyo Kawamoto (2/0), Douglas (30/14) |
| Júbilo Iwata               | Naoki Hatta (8/0), Yasuyuki Konno (5/1), Kentarō Ōi (18/1), Ryō Shinzato (20/0), Nagisa Sakurauchi (2/0), Eren (7/0), Taishi Taguchi (21/0), Musaev (9/0), Shunsuke Nakamura (2/0), Rodrigues (15/5), Tomohiko Miyazaki (9/0), Masaya Matsumoto (34/2), Adailton (33/7), Seiya Nakano (1/0), Kentarō Moriya (9/0), Kōki Ogawa (5/0), Hiroki Yamada (23/1), Kengo Kawamata (8/1), Kaminski (26/0), Yoshito Ōkubo (20/1), Kōsuke Yamamoto (16/2), Daiki Ogawa (29/0), Takuma Ōminami (22/0), Kotarō Fujikawa (8/1), Daigo Araki (28/1), Ryōma Ishida (1/0), Yōsuke Akiyama (8/0), Rikiya Uehara (22/2), Masato Nakayama (14/2), Yoshiaki Fujita (10/0), Takeaki Harigaya (3/0), Shun Morishita (1/0), Fabio (3/0), Lukian (13/1), Ebecilio (3/0), Shōhei Takahashi (20/0) |
| Nagoya Grampus             | Langerak (33/0), Takuji Yonemoto (28/0), Kazuki Kushibiki (1/0), Yūki Kobayashi (5/0), Kazuhiko Chiba (1/0), Kazuya Miyahara (31/4), Jo (32/6), Joao Schmidt (32/2), Ariajasuru Hasegawa (30/3), Gabriel Xavier (32/3), Mateus (9/3), Hiroki Itō (2/0), Yōhei Takeda (3/0), Yūichi Maruyama (28/0), Shinnosuke Nakatani (34/1), Eduardo Neto (16/0), Yutaka Yoshida (30/0), Naoki Maeda (29/9), Kōki Sugimori (3/0), Yūki Sōma (16/1), Daiki Enomoto (2/0), Ryūji Izumi (31/6), Takashi Kanai (3/0), Shūhei Akasaki (21/5), Shumpei Naruse (1/0), Haruya Fujii (4/0), Kōsuke Ōta (12/0), Shumpei Fukahori (2/0) |
| Gamba Osaka                | Masaaki Higashiguchi (34/0), Hiroki Fujiharu (17/2), Genta Miura (31/1), Tatsuya Tanaka (8/0), Yasuhito Endō (28/1), Kōsuke Onose (30/7), Ademilson (32/10), Shū Kurata (31/7), David Concha (2/0), Shun'ya Suganuma (15/0), Kōki Yonekura (8/0), Markel Susaeta (5/0), Yasuyuki Konno (10/0), Yōsuke Ideguchi (12/2), Hwang Ui-jo (19/4), Yūto Suzuki (3/0), Patric (12/2), Kim Young-gwon (32/1), Daisuke Takagi (2/0), Shin’ya Yajima (27/1), Oh Jae-suk (8/0), Keisuke Kurokawa (1/0), Jungo Fujimoto (2/0), Ryū Takao (18/0), Takahiro Kō (6/0), Leo Takae (11/0), Takashi Usami (14/7), Yūya Fukuda (17/1), Keito Nakamura (7/0), Kazuma Watanabe (18/3), Ryōtarō Meshino (12/3)                                                                                  |
| Cerezo Osaka               | Riku Matsuda (33/1), Yasuki Kimoto (29/0), Naoyuki Fujita (25/0), Leandro Desabato (18/0), Kōta Mizunuma (31/7), Yōichirō Kakitani (23/3), Ken Tokura (11/1), Hiroshi Kiyotake (27/1), Souza (19/3), Toshiyuki Takagi (19/2), Yūsuke Maruhashi (32/2), Ayumu Seko (13/1), Eiichi Katayama (19/0), Kōji Suzuki (11/1), Bruno Mendes (24/6), Kim Jin-hyeon (34/0), Matej Jonjic (34/1), Tatsuya Yamashita (10/1), Hiroaki Okuno (32/7), Kakeru Funaki (5/0), Atomu Tanaka (21/2), Hiroto Yamada (1/0), Jun Nishikawa (1/0) |
| Vissel Kobe                | Daiya Maekawa (8/0), Hirofumi Watanabe (6/0), Thomas Vermaelen (8/0), Hotaru Yamaguchi (34/3), Sergi Samper (24/0), David Villa (28/13), Andres Iniesta (23/6), Noriaki Fujimoto (7/1), Lukas Podolski (13/5), Keijirō Ogawa (25/5), Hirotaka Mita (15/1), Daiki Miya (11/0), Kyōgo Furuhashi (31/10), Wellington (15/6), Kim Seung-gyu (12/0), Hiroki Iikura (12/0), Ryō Hatsuse (17/0), Asahi Masuyama (4/1), Jun’ya Tanaka (23/6), Daigo Nishi (29/0), Masatoshi Mihara (4/0), Gōtoku Sakai (12/0), Leo Ōsaki (31/1), Yūta Gōke (12/1), Kenshin Yoshimaru (2/0), Yūya Nakasaka (1/0), Wataru Hashimoto (3/0), Dankler (29/0), Sō Fujitani (7/0), Takuya Yasui (11/0), Joan Oumari (4/1)                                                                              |
| Sanfrecce Hiroshima        | Takuto Hayashi (4/0), Yūki Nogami (33/1), Emil Salomonsson (19/2), Kyōhei Yoshino (16/0), Toshihiro Aoyama (14/0), Gakuto Notsuda (17/0), Patric (13/3), Akira Ibayashi (4/0), Tsukasa Morishima (24/3), Shō Inagaki (24/4), Daiki Watari (23/3), Taishi Matsumoto (15/0), Yoshifumi Kashiwa (34/8), Shō Sasaki (31/1), Douglas Vieira (25/7), Yūsuke Minagawa (5/0), Hayato Araki (24/2), Shunki Higashi (11/0), Hiroya Matsumoto (4/0), Kōhei Shimizu (14/0), Kōsei Shibasaki (24/1), Hirotsugu Nakabayashi (1/0), Keisuke Ōsako (29/0), Leandro Pereira (9/4), Hayao Kawabe (34/3), Rhayner (24/2) |
| Sagan Tosu                 | Takuo Ōkubo (10/0), Hiromu Mitsumaru (26/0), Yūji Takahashi (29/0), Riki Harakawa (31/4), Nino Galovic (3/0), Takashi Kanai (10/4), Akito Fukuta (24/0), Isaac Cuenca (29/6), Fernando Torres (18/2), Yōhei Toyoda (26/4), Yūzō Kobayashi (16/0), Yoshiki Takahashi (19/0), Park Jeong-su (9/0), Yatsunori Shimaya (1/0), Yōhei Takaoka (24/0), Cho Dong-geon (10/0), Karlo Brucic (5/0), Teruki Hara (19/0), Kazuki Anzai (7/0), An Yong-woo (22/2), Tiago Alves (4/0), Hiroyuki Taniguchi (1/0), Yūta Higuchi (1/0), Daichi Hayashi (1/1), Victor Ibarbo (3/0), Kaisei Ishii (1/0), Masato Fujita (8/0), Hideto Takahashi (32/1), Takeshi Kanamori (14/0), Yūji Ono (19/0), Daiki Matsuoka (23/0), Mū Kanazaki (31/7)                                                 |
| Oita Trinita               | Shun Takagi (34/0), Yūto Misao (26/1), Toshio Shimakawa (22/0), Yoshinori Suzuki (34/0), Naoya Fukumori (9/0), Yūki Kobayashi (11/0), Rei Matsumoto (34/0), Takuya Marutani (6/0), Yūsuke Gotō (16/2), Noriaki Fujimoto (21/8), Kenji Baba (2/0), Kazuki Kozuka (33/1), Jun Okano (4/0), Kōhei Isa (5/1), Yūji Hoshi (11/0), Kōki Kotegawa (6/0), Kaoru Takayama (20/0), Seigō Kobayashi (7/2), Kazushi Mitsuhira (17/4), Tomoki Iwata (27/4), Ryōsuke Maeda (20/0), Shintarō Shimada (8/0), Keita Takahata (6/0), Honoya Shōji (6/0), Yūshi Hasegawa (19/0), Ryōsuke Tone (1/0), Thitiphan (20/0), Ado Onaiwu (31/10), Ryōtarō Itō (4/0), Kento Haneda (1/0), Tatsuya Tanaka (15/1)                                                                                    |

## Statistiken

### Tabelle
| Pl.             | Verein                     | Sp. | S  | U  | N  | Tore    | Diff. | Punkte |
| --------------- | -------------------------- | --- | -- | -- | -- | ------- | ----- | ------ |
| 1.              | Yokohama F. Marinos (M)    | 34  | 22 | 4  | 8  | 068:380 | +30   | 70     |
| 2.              | FC Tokyo                   | 34  | 19 | 7  | 8  | 046:290 | +17   | 64     |
| 3.              | Kashima Antlers            | 34  | 18 | 9  | 7  | 054:300 | +24   | 63     |
| 4.              | Kawasaki Frontale          | 34  | 16 | 12 | 6  | 057:340 | +23   | 60     |
| 5.              | Cerezo Osaka               | 34  | 18 | 5  | 11 | 039:250 | +14   | 59     |
| 6.              | Sanfrecce Hiroshima        | 34  | 15 | 10 | 9  | 045:290 | +16   | 55     |
| 7.              | Gamba Osaka                | 34  | 12 | 11 | 11 | 054:480 | +6    | 47     |
| 8.              | Vissel Kobe                | 34  | 14 | 5  | 15 | 061:590 | +2    | 47     |
| 9.              | Ōita Trinita (N)           | 34  | 12 | 11 | 11 | 035:350 | ±0    | 47     |
| 10.             | Hokkaido Consadole Sapporo | 34  | 13 | 7  | 14 | 054:490 | +5    | 46     |
| 11.             | Vegalta Sendai             | 34  | 12 | 5  | 17 | 038:450 | −7    | 41     |
| 12.             | Shimizu S-Pulse            | 34  | 11 | 6  | 17 | 045:690 | −24   | 39     |
| 13.             | Nagoya Grampus             | 34  | 9  | 10 | 15 | 045:500 | −5    | 37     |
| 14.             | Urawa Reds (P)             | 34  | 9  | 10 | 15 | 034:500 | −16   | 37     |
| 15.             | Sagan Tosu (N)             | 34  | 10 | 6  | 18 | 032:530 | −21   | 36     |
| 16.             | Shonan Bellmare            | 34  | 10 | 6  | 18 | 040:630 | −23   | 36     |
| 17.             | Matsumoto Yamaga FC (N)    | 34  | 6  | 13 | 15 | 021:400 | −19   | 31     |
| 18.             | Júbilo Iwata               | 34  | 8  | 7  | 19 | 029:510 | −22   | 31     |
| Stand: Endstand |                            |     |    |    |    |         |       |        |

| Zum Saisonende 2019: |
| Japanischer Meister 2019 und Teilnahme an der Gruppenphase der AFC Champions League 2020 Teilnahme an der Play-off-Runde zur AFC Champions League 2020 Japanischer Pokalsieger und Teilnahme an der Gruppenphase der AFC Champions League 2020: Vissel Kōbe Teilnehmer am Relegationsspiel gegen den Sieger der Play-off-Runde der J2 League 2019 Abstieg in die J2 League 2020 |

| Zum Saisonende 2018: |                                                                      |
| (M)                  | Japanischer Meister 2018: Yokohama F. Marinos                        |
| (P)                  | Kaiserpokal-Sieger 2018: Urawa Red Diamonds                          |
| (N)                  | Aufsteiger aus der J2 League 2018: Matsumoto Yamaga FC, Oita Trinita |

### Torschützenliste
| Platz           | Name              | Mannschaft                 | Tore |
| --------------- | ----------------- | -------------------------- | ---- |
| 01.             | Teruhito Nakagawa | Yokohama F. Marinos        | 15   |
| 01.             | Marcos Júnior     | Yokohama F. Marinos        | 15   |
| 03.             | Diego Oliveira    | FC Tokyo                   | 14   |
| 03.             | Douglas           | Shimizu S-Pulse            | 14   |
| 05.             | Musashi Suzuki    | Hokkaido Consadole Sapporo | 13   |
| 05.             | Yū Kobayashi      | Kawasaki Frontale          | 13   |
| 05.             | David Villa       | Vissel Kobe                | 13   |
| 08.             | Serginho          | Kashima Antlers            | 12   |
| 08.             | Shinzō Kōroki     | Urawa Reds                 | 12   |
| 10.             | Edigar Junio      | Yokohama F. Marinos        | 11   |
| Stand: Endstand |                   |                            |      |

### Abstiegs-Play-out
Der Tabellensechzehnte Shonan Bellmare spielte gegen den Sieger der J2-League-Aufstiegs-Play-offs Tokushima Vortis um den Verbleib in der J1 League. Das Spiel fand am 14. Dezember 2019 statt.
|                 | Ergebnis |                  |
| --------------- | -------- | ---------------- |
| Shonan Bellmare | 1:1      | Tokushima Vortis |